# Marina: La última bala
Marina: La Última Bala es una película española dirigida por Richard Jordan.

## Sinopsis
1937, la costa malagueña. Durante una batalla de la guerra civil, Antonio (José Manuel Seda), el novio de la miliciana Marina (Luichi Macías), pierde su vida. Desconsolada, Marina lanza un ataque contra el enemigo. En su carga a bayoneta una bomba cae al lado de ella. Cuando el humo se desvanece, Marina se encuentra en el mismo lugar, pero ahora en el presente. El sitio se ha hecho Torremolinos y es un amanecer de verano. Marina sale de una zanja de una obra y se acerca a un grupo de ingleses, borrachos tras una noche de juerga. Ninguno de los chicos puede ver a Marina, salvo una inglesa que se llama Ali (Ana Rosa de Eizaguirre Butler). En el momento en que Ali habla con Marina en castellano los demás chicos desaparecen y las dos chicas se encuentran a solas en Torremolinos. Bajan a la playa y allí Marina ve la torre de Pimentel, casi escondida tras los bloques de hoteles que cubren la zona litoral. En ese momento se da cuenta de que realmente está en su pueblo natal. Las dos chicas suben a una torre de vigilancia en la playa. Marina pregunta a Ali quien ganó la guerra. Por una confusión entre la guerra española y la Segunda Guerra Mundial, Marina cree que los republicanos ganaron la guerra civil. Le indica a Ali donde entraron en la ciudad los nacionales, que para ella fue hace unos días. Le enseña donde se emboscaron a ella y a sus compañeros, para ella hace solo unos minutos, pero ahora cubierto con la urbanización playera. Marina le confiesa que solo le queda una bala. Ali coge el fusil, pero al montarlo, se corta el dedo. La inglesa dispara el fusil hacia el mar. 
Marina deja a Ali durmiendo tranquilamente en la plataforma de la torre de vigilancia. Mientras baja la escalera una niebla sube y una vez más Marina se encuentra en el campo de batalla en 1937. El humo se desvanece y delante de ella hay un soldado fascista. Marina aprieta el gatillo, pero ya ha disparado su última bala. El soldado enemigo gira y le da un bayonetazo. La imagen funde de la cara muerta de Marina a la cara dormida de Ali. La mano de Ali entra el encuadre y le chupa el dedo cortado.

## Palmarés cinematográfico

### Premios
| Premios                                                  | Categoría          | Resultado |
| -------------------------------------------------------- | ------------------ | --------- |
| Festival Internacional de Cortometrajes Almería en Corto | Premio RTVA        | Ganador   |
| Festival Internacional "Filmstock"                       | Premio del Público | Ganador   |